# West Ham United Women Football Club
Maillots
Actualités
Dernière mise à jour : 28 juillet 2023.
Le West Ham United Women Football Club est une équipe anglaise de football féminin affiliée au West Ham United Football Club.

## Histoire
Fondé en 1991, West Ham aligne dès sa première saison deux équipes en Greater London Regional Women’s Football League, une en division 3, l'autre en division 4. La première équipe terminera 4e, l'autre sera reléguée en division 5. Une troisième place la saison suivante sera suffisante pour une promotion en Division 2, puis dans la foulée une nouvelle promotion en Division 1. Après deux promotions en deux ans, le club se stabilise en Division 1 et attendra 1999 pour rejoindre la Greater London League Premier Division.
Treize ans après sa fondation, West Ham atteint la FA Women's National League South, le troisième niveau anglais. En 2018 le club termine à la septième place mais profite de la réforme des divisions anglaises, en obtenant le 28 mai 2018 la licence pour évoluer en Women Super League, le plus haut niveau du championnat anglais.

## Palmarès
- Coupe d'Angleterre (1)
  - Finaliste: 2019